# Bienenthal (Gemeinde Pölla)
Bienenthal war eine Ortslage in der Gemeinde Pölla in Niederösterreich.

## Geographie
Bienenthal befand sich südlich der Ruine Schauenstein und südlich von Krug unmittelbar an der Mündung des Betzbaches in den Kamp, wo noch heute die baulichen Überreste der Bienenthalmühle erkennbar sind.

## Geschichte
Bei einem um 1780 von Johann Ludwig Wiesbauer, Oberbeamter der Herrschaft Greillenstein, hier errichteten Haus mit Garten samt einigen Bienenstöcken, das später zum Meierhof ausgebaut wurde, ließen sich alsbald weitere Bienenzüchter nieder und das Tal erhielt seinen Namen. Die um einen Anger errichtete Ansiedlung bestand zwar nur aus einigen Häusern, aber die Bewohner widmeten sich noch 100 Jahre später hauptsächlich der Bienenzucht, aber auch dem Ackerbau und schürften in geringem Ausmaß Kohle. Im Jahr 1822 wurde der Ort als Dorf mit vier Häusern genannt, das nach Altpölla eingepfarrt war, wohin auch die Kinder eingeschult wurden. Die Herrschaft Greillenstein besaß die Ortsobrigkeit und besorgte die Konskription. Die Landgerichtsbarkeit wurde von der Herrschaft Krumau ausgeübt. Die Untertanen und Grundholde des Ortes gehörten der Herrschaft Greillenstein. Mit der Errichtung des Truppenübungsplatzes Allentsteig und der Kraftwerkskette am Kamp wurden der kleine Ort und die Mühle aufgegeben und danach nicht wieder besiedelt.